# Sessano del Molise
Sessano del Molise è un comune italiano di 666 abitanti della provincia di Isernia in Molise.

## Storia

### Simboli
Lo stemma del comune è stato riconosciuto con decreto del capo del governo del 13 febbraio 1928 mentre il gonfalone è stato concesso con D.P.R. dell'8 novembre 1991.

## Monumenti e luoghi d'interesse
Il paese possiede una chiesa settecentesca, la parrocchiale dell'Assunta.

## Società

### Evoluzione demografica
Abitanti censiti

## Economia

### Artigianato
Tra le attività più tradizionali vi sono quelle artigianali, che pur non essendo diffuse come nel passato non sono del tutto scomparse, e si distinguono per la lavorazione del legno, ad intaglio, a mosaico, o per la realizzazione di mobili e di altri oggetti.

## Sport
Il 6 luglio 2017, per la prima volta nella storia, il comune di Sessano del Molise è stato interessato dal passaggio della Milano-Taranto, la storica maratona motociclistica.